# Ouham (præfektur)
 Ikke at forveksle med floden Ouham
 Ouham er et af de 20 præfekturer i Den Centralafrikanske Republik, med hovedstad i byen Bossangoa. Præfekturet har et areal på  20.240 km², og ifølge  officielle estimater, var befolkningen  329.645 indbyggere i 2024. Ved landets seneste officielle folketælling i 2003 var befolkningen 369.220 indbyggere i et område på 50.250 km². Disse er data fra før december 2020, hvor en del af territoriet blev opdelt for at oprette præfekturet Ouham-Fafa. 

## Inddeling
Ouham er inddelt i 5 subpræfekturer
- Bossangoa
- Nana-Bakassa
- Boguila
- Markounda

## Geografi
Præfekturet ligger i den nordvestlige del af landet og grænser op til Tchad mod nord, præfekturerne Ouham-Fafa mod øst, Ombella-M'Poko mod syd og Ouham-Pendé og Lim-Pendé mod vest. Præfekturet blev opkaldt efter floden  med samme navn, Ouham, som løber gennem det.